# Gerd Siegmund
Gerd Siegmund, född 7 februari 1973 i Dresden i delstaten Sachsen, är en tysk tidigare backhoppare och nuvarande sports-manager. Han tävlade för Östtyskland och senare det återförenade Tyskland. Siegmund representerade SC Dynamo Klingenthal, VSC Klingenthal och senare WSV Oberhof 05.

## Karriär
Gerd Siegmund debuterade internationellt som tävlande för DDR i världscupen i Zakopane i Polen 17 januari 1990. Han var bland de tio bästa i en individuell deltävling i världscupen första gången i normalbacken i Planica i Slovenien 11 december 1993 då han blev nummer 6. Han vann deltävlingen i normalbacken i Thunder Bay i Kanada 26 mars 1994. Han vann även deltävlingen i världscupen i laghoppning dagen innan i stora backen i Thunder Bay. Siegmund tävlade 8 säsonger i världscupen. Hans bästa sammanlagtresultat kom säsongen 1993/1994 då han blev nummer 13 totalt. I tysk-österrikiska backhopparveckan blev han som bäst nummer 22 sammanlagt samma säsong.
Siegmund deltog i Skid-VM 1993 i Falun i Sverige. Han tävlade i de individuella grenarna och blev nummer 20 i normalbacken och nummer 23 i stora backen. Under Skid-VM 1995 i Thunder Bay startade Siegmund i alla grenarna. Han blev nummer 11 i normalbacken och nummer 11 i stora backen. I lagtävlingen vann han en silvermedalj tillsammans med Jens Weissflog, Hansjörg Jäkle och Dieter Thoma. Tyskland var 6.5 poäng efter segrande Finland och 45.6 poäng före bronsvinnarna från Japan. 
Gerd Siegmund tävlade i olympiska spelen 1994 i Lillehammer i Norge. Där startade han i normalbacken i Lysgårdsanläggningen och blev nummer 11. Tyska laget vann guld i lagtävlingen, utan Siegmund i laget.
Siegmund startade i skidflygnings-VM 1994 i Letalnica i Planica i Slovenien och blev nummer 24. Under VM i skidflygning 1996 i Kulm i Bad Mitterndorf i Österrike blev han nummer 27.
Gerd Siegmund blev tysk mästare 1996 (stora backen i Oberhof) och 1998 (normalbacken i Hinterzarten). Han har även 3 silvermedaljer (1995, 1997 och 1998, alla i normalbacken) och två bronsmedaljer (1994 i normalbacken, och 1998 i stora backen) från tyska mästerskap.
Siegmund drabbades av skador mot slutet av karriären och avslutade sin idrottskarriär 2000.

## Senare karriär
Efter avslutad backhoppningskarriär var Siegmund ett tag expertkommentator för ARD (Arbeitsgemeinschaft der öffentlich-rechtlichen Rundfunkanstalten der Bundesrepublik Deutschland, en samarbetsorganisation mellan de offentliga regionala rundradiostationerna i Tyskland). Sedan har han varit verksam som kommentator för Eurosport. Han är också verksam som manager för backhoppare, bland annat Richard Freitag och Stephan Hocke, och finns också i teamet runt Michael Uhrmann och Jörg Ritzerfeld. Siegmund är även aktiv i arrangerandet av världscuptävlingar i Tyskland.